# Ancora una volta (film 1990)
Ancora una volta (Once Around) è un film del 1990 diretto da Lasse Hallström, con Richard Dreyfuss e Holly Hunter.

## Trama
Renata Bella vive un momento difficile della sua vita dopo essere stata lasciata dal fidanzato, a ridarle il sorriso ci pensa l'incontro con Sam, un uomo più maturo di lei che intende sposarla. Ma Sam deve fare i conti con la famiglia Bella, una famiglia di italoamericani la cui mentalità contrasta con il suo carattere forte.